# Вильяльба, Педро
Педро Андре Вильяльба Ганоа (исп. Pedro André Villalba Gaona; род. 9 июля 2008) — парагвайский футболист, защитник клуба «Либертад».

## Клубная карьера
Вильяльба — воспитанник клуба «Либертад». 15 апреля 2024 года в матче против «Спортиво Лукеньо» он дебютировал в парагвайской Примере. 